# أرت براغ
أرت براغ (بالإنجليزية: Art Bragg)‏ هو عداء سريع أمريكي، ولد في 3 ديسمبر 1930 في بالتيمور في الولايات المتحدة، وتوفي في 25 أغسطس 2018.

## وصلات خارجية
- أرت براغ على موقع أوليمبيديا (الإنجليزية)